# غابريال المر
غابرييل المر (1939- )، رجل أعمال وسياسي لبناني وصاحب فضائية المر تي في وإذاعة راديو جبل لبنان، التي أغلقت بالقوة في سبتمبر 2002 وأعيدت للبث في العام 2009.
ترّشح للانتخابات النيابية الفرعية عام 2002 في دائرة المتن الشمالي في جبل لبنان ضد ابنة شقيقه ميرنا المرّ وغسان مخيبر، وبعد جدل أعلن وزير الداخلية فوزه كنائب.
عاد المجلس النيابي وأبطل نيابته بحجة عدم تقديمه بعض المستندات ضمن المهل المسموحة. وعليه تكون مدة نيابته لم تتجاوز الشهور.